# Middenklasse
De middenklasse is een sociale klasse, die bestaat uit personen die niet (meer) met hun handen (hoeven te) werken, dan wel op hun eigen bezit niet (meer) voor een baas werken.
In het negentiende-eeuwse Groot-Brittannië werd een persoon als middle class betiteld als deze niet meer met zijn handen hoefde te werken, de smaak en gedragingen van de upper class imiteerde en met de term gentle(man) werd aangesproken. In de Angelsaksische wereld bestaat tot in de tegenwoordige tijd onderscheid tussen werknemers die een white collar (witte kraag van een dito overhemd als dagelijkse kleding van kantoorpersoneel) en een blue collar (blauwe kraag van een overall) dragen. 'Blue collar' wordt gebruikt voor de lower class (working class).
De middenklasse wordt nogal eens onderverdeeld in de hogere en lagere middenklasse. Tegenwoordig wordt het onderscheid tussen handenarbeid en hoofdarbeid bijna niet meer gemaakt en gaat het meer over het inkomen.  Specialistische technische beroepen (handenarbeid) kunnen meer verdienen dan laagopgeleid kantoorpersoneel. Nu is het onderscheid tussen laag- en hoogopgeleid personeel veel relevanter.

## Traditionele middenklasseberoepen
- ambtenaren
- hoger kantoorpersoneel
- onderwijzers
- dominees, pastoors
- eigenerfde landbouwers
- meiers met een middelgroot tot groot landbouwbedrijf
- schippers en vissers met eigen schepen

Een aparte groep binnen de middenklasse vormen de middenstanders (bakkers, slagers, kruideniers, etc.)